# Rene Strange

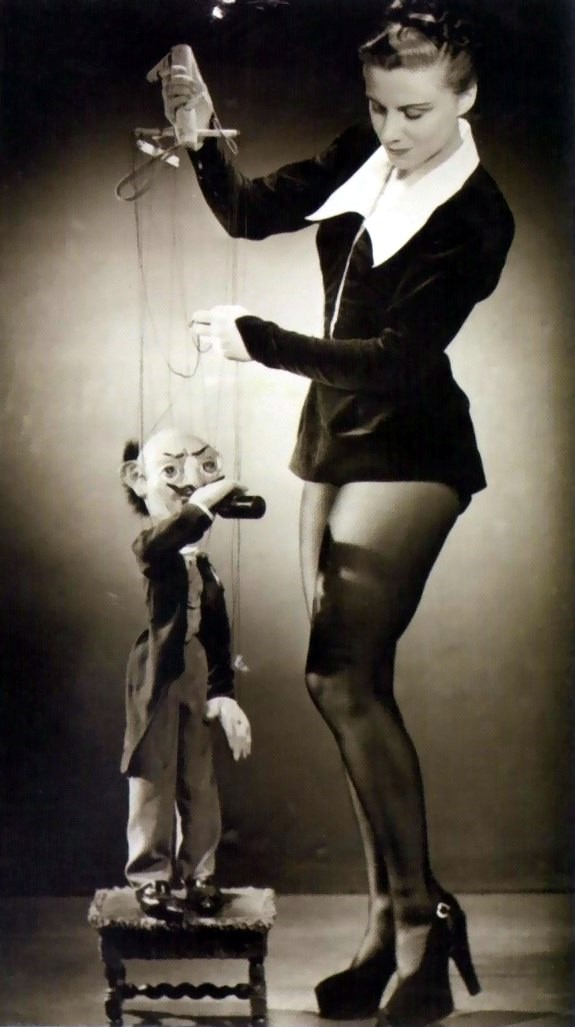
Rene Strange mit einer Marionette

Rene Strange oder Renee Strange (bl. 1940er–1950er Jahre) war eine britische Unterhaltungskünstlerin, die als Singing Cartoonist und Marionettenspielerin bekannt war. Sie trat mit wagemutigem Sexappeal im Minikleid mit schwarzen Seidenstrümpfen in Varietés, auf dem Eis und in Pantos auf.

## Jugend
Rene Strange war die Tochter von Leslie Strange (1893/94–1960 in Brighton), der ursprünglich Wilfred St. Clair hieß und als Schauspieler in Komödien von Charles Dickens auftrat sowie Personen wie Adolf Hitler und Stan Laurel imitierte.

## Karriere
Strange konnte, während sie sang, Karikaturen zeichnen, was ihr zu dem Titel Singing Cartoonist verhalf. Ihre schwarzen Seidenstrümpfe brachten ihre Beine mit einem Hauch von Risqué zur Geltung, wenn sie komische Nummern im Marionettentheater aufführte.
Ein British-Pathé-Film zeigt Strange, wie sie eine Karikatur von Winston Churchill zeichnete, während sie ein patriotisches Lied sang. Sie trat unter anderem auch in der Royal Variety Performance von 1946 auf. In einem British-Pathé-Film von 1951 trat sie mit ihren Puppen Annie Pride of the Rockies sowie Mr. Bertram, einem Inspector of Forms, der statt Formularen die Formen von Renes Beine inspizierte, und Samoa dem Hula Hula Girl auf.
Ihr Auftritt mit Norman Wisdom in Paris to Piccadilly, einer Produktion von Val Parnell und Bernard Delfont von 1952 im Prince of Wales Theatre in London, wurde als neue Folies-Bergère-Revue beschrieben. Im gleichen Jahr trat sie mit Ann Hogarth als Puppenspielerin von  Muffin the Mule in Pulling Strings, einem von Harold Bairn für New Realm Pictures produzierten Film auf.
Stranges Marionettentheater behandelte insbesondere nicht-jugendfreie Themen. Sie beauftragte 1953 Bob Pelham von den Pelham Puppets, die Opernsängerin mit wallendem Busen, den betrunkenen Sänger mit den wackeligen Beinen, den Chorknaben mit Heiligenschein und Steinschleuder, eine Can-Can-Tänzerin und eine Striptease-Künstlerin zu schaffen.
Sie spielte 1955 mit ihren Marionetten im Liseberg-Vergnügungspark in Göteborg, als Teil eines Varietee-Programms mit der namensgebenden Trampolinvorführung Paulette and Renee sowie Tellerjonglage und Handschattenspielen. Sie trat 1958 mit Benny Hill, Jack Beckitt und Peter Vernon im Floral Theatre in Scarborough auf. Außerdem nahm sie bei Pantomimen, Eistanzshows und Eis-Pantomimen gerne die Rolle Principal Boy, eines Protagonisten im Herrenanzug, ein. Über ihr Privatleben ist so gut wie nichts bekannt.